# Стрелец (КРУС-ВР)
«Стреле́ц» — российский комплекс разведки, управления и связи войсковой разведки. 
Комплекс принят на вооружение Вооружённых сил России в 2007 году. Производится компанией ОАО —«Радиоавионика».

## Описание
Представляет собой носимый компьютер с периферией, распределённой по разгрузочному жилету разведчика, и дополнительные приборы.
Используется не только в войсковой разведке, но и в медицинских подразделениях для поиска раненых. Масса комплекса составляет 2,4 кг. Расстояние взаимодействия между членами одного подразделения — 1,5 км, но поскольку каждый боец, оснащённый «Стрельцом», действует как ретранслятор, дальность увеличивается.
В комплексе имеется два планшета: ТТ и АК. ТТ предназначен для командиров подразделений, а АК — для рядовых солдат. Планшет выступает в качестве цифрового компаса с возможностью использования цифровых карт. «Стрелец» поддерживает инерциальную и спутниковую навигацию. Переключение между ними автоматическое.
Комплекс позволяет осуществлять целеуказание авиации и артиллерии путём выяснения координат цели с помощью РЛС и лазерного дальномера, после чего координаты сбрасываются на планшет командира. Далее, с помощью радиостанции Р-853-В2М информация поступает на самолёт (на расстоянии до 8 км). В остальных случаях необходимы наземные или воздушные ретрансляторы сигнала.

## Состав
В состав "Стрельца" входит:
- пульт оперативного управления,
- регистратор жизнедеятельности бойца,
- радиостанция Р-853-В2М,
- дальномерно-угломерный прибор ПДУ-4 с треногой,
- портативная РЛС ближней разведки СБР-5М «Фара-ВР»,
- гарнитура с функцией активного шумоподавления и усиления тихих звуков.

## Задачи
В задачи "Стрельца" входит:
- боевое управление,
- связь и передача информации,
- индивидуальная и групповая навигация,
- обнаружение противника,
- измерение координат и опознавание целей,
- целенаведение,
- выработка данных для применения стрелкового оружия.

## Модификации
- Стрелец-М — модификация для экипировки «Ратник»[4].

## Эксплуатанты
- Россия: 300+ комплектов[4].

## Галерея

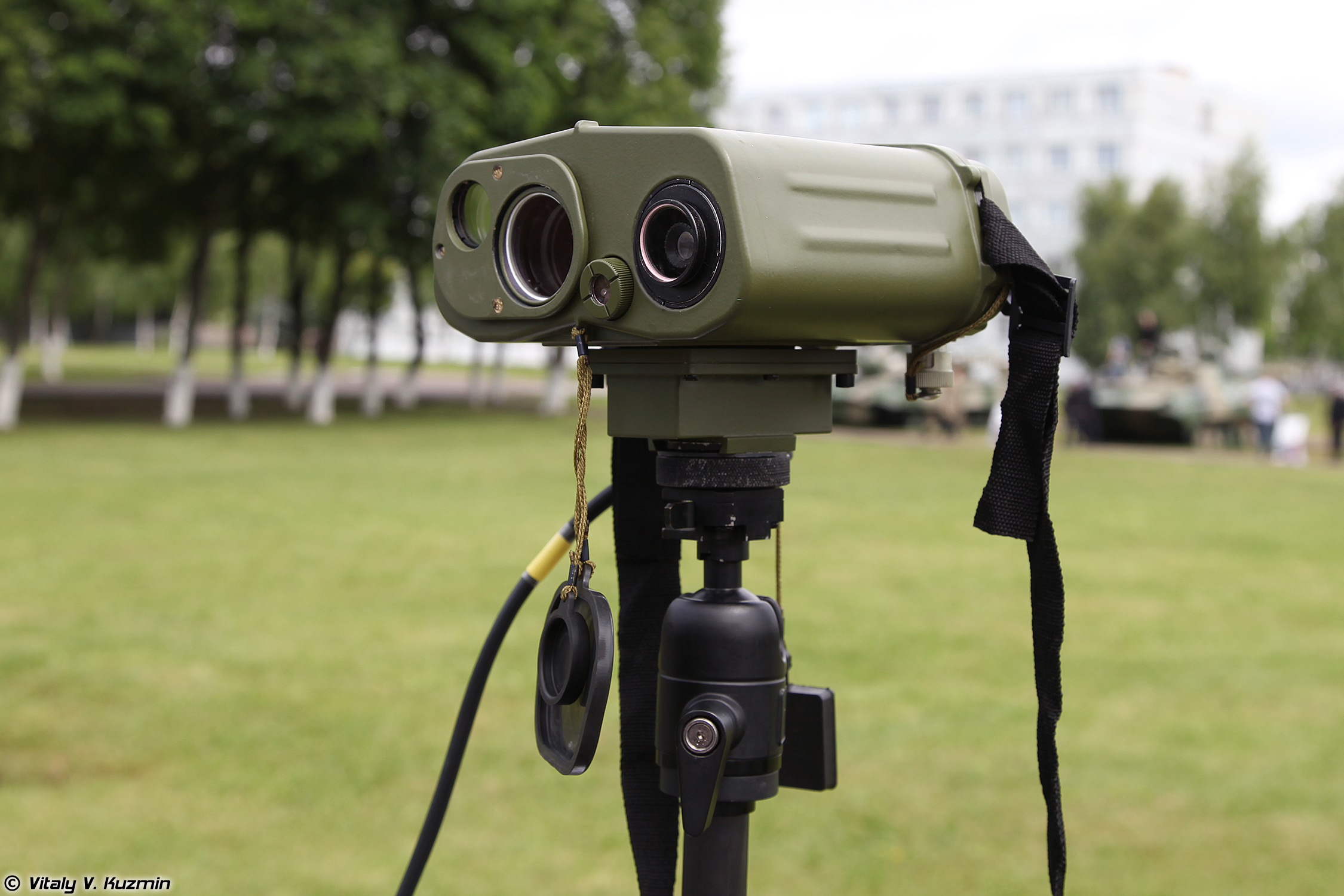
Лазерный дальномер ПДУ-4
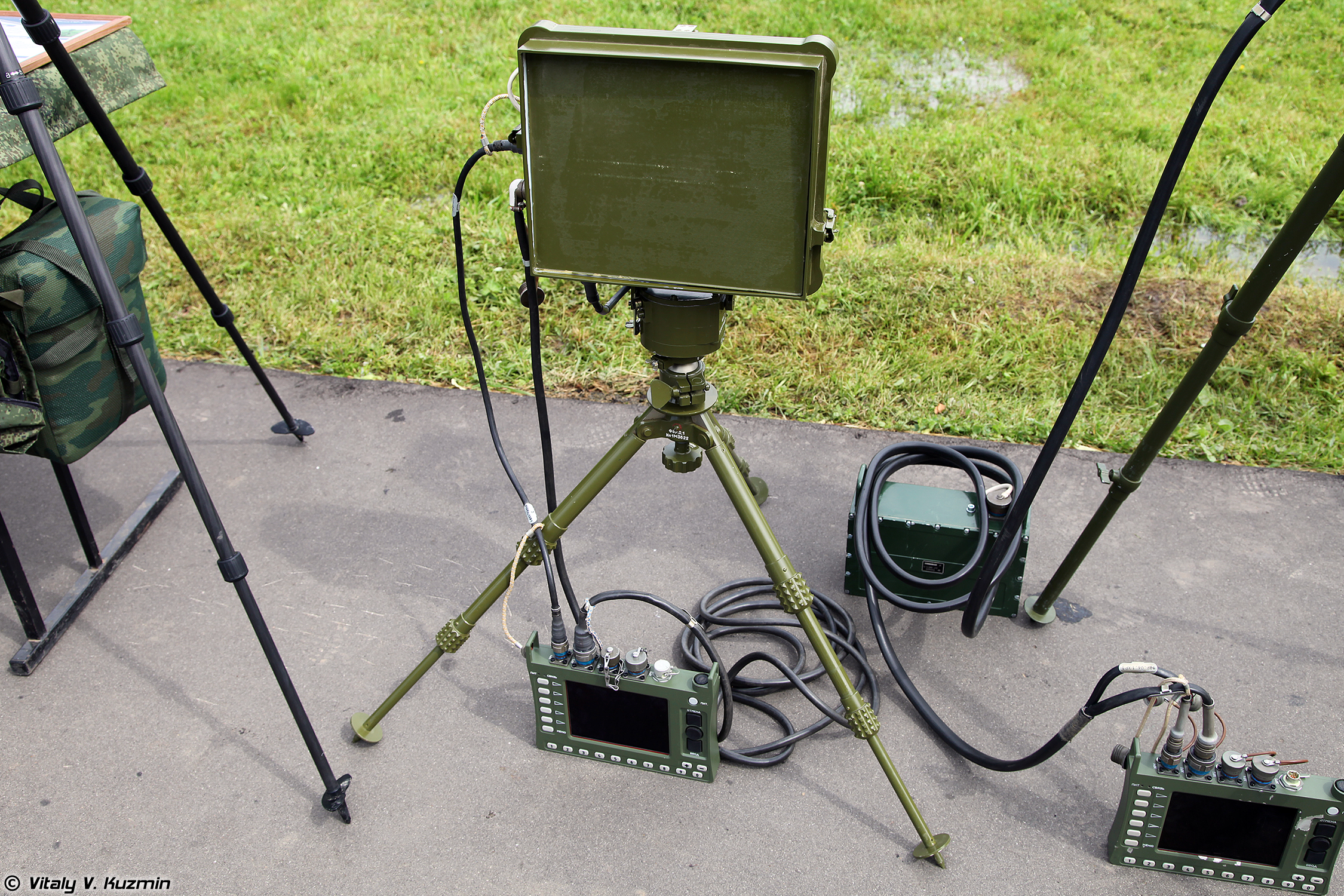
Радиолокатор СБР-5М «Фара-ВР»